# Scorpaena histrio
Scorpaena histrio és una espècie de peix pertanyent a la família dels escorpènids. Fa 26 cm de llargària màxima (normalment, en fa 12). És un peix marí, demersal i de clima tropical que viu entre 5-157 m de fondària. Es troba al Pacífic oriental: des de Mèxic fins a Xile, incloent-hi les illes Galápagos. És inofensiu per als humans.